# Pemenang Timur
Pemenang Timur is een bestuurslaag in het regentschap Noord-Lombok van de provincie West-Nusa Tenggara, Indonesië. Pemenang Timur telt 6868 inwoners (volkstelling 2010).